# Bryconaethiops microstoma
 Bryconaethiops microstoma és una espècie de peix de la família dels alèstids i de l'ordre dels caraciformes.

## Morfologia
- Els mascles poden assolir 17,2 cm de longitud total.[3][4]

## Hàbitat
És un peix d'aigua dolça i de clima tropical (24 °C-28 °C).

## Distribució geogràfica
Es troba a Àfrica: llac Kivu (Ruanda), riu Ogowe (Gabon) i el Camerun.